# ابوعلاء العفری
عبد الرحمن مصطفی ملقب به ابو العلاء العفری که در میان عناصر مسلح داعش به ابو سجی نیز معروف است رهبر موقت داعش بعد از مجروح شدن ابوبکر البغدادی بود
ابوعلاء العفری بعد از مجروح شدن ابوبکر البغدادی که قادر به حفظ رهبری مستقیم داعش را ندارد به جانشینی موقت انتخاب می‌شود. در ۱۴ می ۲۰۱۴ ابوعلا در لیست ویژه تروریستی وزارت خزانه داری آمریکا قرار می‌گیرد. در ۵ می سال ۲۰۱۵ وزارت خزانه داری آمریکا به کسی که اطلاعاتش منجر به دستگیری یا کشتن العفری شود ۷ میلیون دلار پاداش می‌دهد وزارت دفاع عراق در ۱۲ می ۲۰۱۵ گزارش داد ابوعلا در یک حمله هوایی نیروهای ائتلاف به رهبری ایالات متحده در تلعفر همراه با ده‌ها تن از شبه نظامیان داعش کشته شده‌است دولت آمریکا تا کنون خبر کشته شدن وی را تأیید نکرده‌است.

## معرفی
ابو علا در اطراف منطقه «الحضر» در ۸۰ کیلومتری جنوب موصل نینوا در سال ۱۹۵۷ یا ۱۹۵۹ نینوا متولد شده‌است. مجله نیوزویک به نقل از هاشم الهاشمی مشاور دولت عراق گفت، پیشتر وی معلم فیزیک بود که در یکی از مدارس متوسطه منطقه «الحضر» در جنوب غربی شهر موصل تدریس می‌کرد، و تصور می‌شود که او یک ترکمن عراق است.

## دوران حضور در القاعده
العفری در سال ۱۹۹۸ به افغانستان سفر کرد و از سوی ابومصعب الزرقاوی رهبر القاعده عراق به عنوان یکی از فرماندهان این گروه منصوب می‌شود. پس از کشته شدن ابوعمر البغدادی و ابو ایوب المصری رهبران القاعده، اسامه بن لادن رهبر القاعده وی را در سال ۲۰۱۰ کاندیدای رهبری القاعده در عراق کرد.

## افغانستان، عراق و القاعده
العفری از جمله اولین کسانی است که به گروه القاعده ملحق شد و در سال ۱۹۹۸ برای آنچه آن را جهاد می‌نامیدند، راهی افغانستان شد و در آنجا با اسامه بن لادن بنیانگذار القاعده و رهبر آن دیدار کرد. وی بعد ترک افغانستان در سال ۲۰۰۴ و در بازگشت به عراق به گروه القاعده عراق به رهبری ابومصعب الزرقاوی پیوست و به عنوان رهبر محلی القاعده در موصل انتخاب شد. پس از کشته شدن ابوعمر البغدادی و ابو ایوب المصری در حمله هوایی مشترک نیروهای آمریکا و عراقی، اسامه بن لادن رهبر القاعده وی را در سال ۲۰۱۰ کاندیدای رهبری القاعده در عراق کرد.

## جنگ داخلی سوریه و داعش
ویژگی‌های شخصیتی و خصوصیات اخلاقی و کاریزماتیک وی موجب شد تا ابوبکر البغدادی خواستار ملحق شدنش به وی شود و پس از تشکیل آنچه دولت اسلامی عراق یا همان داعش خوانده می‌شد، او را به عنوان جانشین و معاون اول خود منصوب کند. از آن پس العفری مناصب و پست‌های متعدد و بارزی را در داعش تصدی کرد که از جمله آن‌ها می‌توان به ریاست مجلس شورای داعش که به معنای مفتی شرعی این گروه بشمار می‌آید و جانشین خلیفه به این جهت که براساس ساختار قدرت در داعش نزدیکترین فرد به البغدادی از حیث شرعی است، اشاره کرد. تصدی این مناصب توس العفری موجب شد تا وی بیش از پیش معروفیت و شهرت یابد و حتی به شخصیتی در داعش تبدیل شد که اهمیت بیشتری از البغدادی داشت. هاشم الهاشمی مشاور دولت عراق وی را فردی باهوش و یک رهبر خوب برای داعش می‌داند. مرامنامه داعش می‌گوید که خلیفه باید عرب، قریشی، هاشمی و سنی باشد ابوعلا به دلیل ترکمان بودن با مشکلاتی برای اخذ بیعت مواجه است.